# Weuste (Attendorn)
Weuste ist ein Wohnplatz der Stadt Attendorn im Kreis Olpe (Nordrhein-Westfalen) und hat 15 Einwohner (Stand 30. Juni 2024).

## Geografie
Weuste liegt südwestlich des Kernortes Attendorn an der Nordseite des Vorstaubeckens der Listertalsperre. Am Ort vorbei führt die Listertalstraße. Nachbarortsteile sind Eichen und Wamge.

## Geschichte
Erstmals wurde Weuste am 28. Mai 1356 urkundlich erwähnt, als der Ritter Heidenrich und sein Bruder Diderich von Plettenberg den „Hof zu der Weuste“ verkaufen. Ab Mitte des 15. Jahrhunderts gab es außer dem Gut auch ein Hammerwerk in Weuste (Weuster Hammer), betrieben von dem Attendorner Bürger Hinrich Segener. Im Jahre 1460 verkaufte dieser den „Hof to der Woisten und den Hammer“ mit allem Zubehör an Hinrich dem Hamerschmied. Besitzer ab Ende 1479 war Familie Gerd Hamerschmidt. 1537 verkauft Peter vor der Parten, Messermacher zu Attendorn, an Jurgen Hammersmyt den 6. Teil an Haus, Hof und Hammer, genannt dey Wouste bei Eichen.
Politisch gehörte Weuste ehemals zum Amt Waldenburg und im Gogericht und Kirchspiel Attendorn zur Bauerschaft Albringhausen, der auch umliegende Orte wie Eichen, Wamge, Klinke u. a. angehörten. Im Schatzungsregister von 1543 wird in der Burschafft Ailberinghausen mit 26 Steuerpflichtigen Jorgen Hamerschmidt mit einer Abgabe von 2 Goldgulden genannt. Im Register von 1565 wird Jurgen Hamerschmit mit 2½ Goldgulden besteuert.
In Weuste wurde an der Lister um 1800 das Hammerwerk (Stückhammer mit 1 Feuer) von Engelhard zu Olpe betrieben. In den 1840er Jahren waren Franz Schnütgen aus Altenweuste und F. J. Hundt aus Olpe beteiligt, bis das Hammerwerk um 1861 den Betrieb einstellte. Hergestellt wurde 1855 mit 2 Arbeitern 657 Ztr. Stabeisen zu 3285 Taler. In dem Werk legte anschließend Josef Hundt jun. einen Puddelofen an, verkaufte das Werk aber Ende der 1880er-Jahre an Heinrich Bock, der dort mit Wasser- und Dampfkraft eine Gabelfabrik betrieb. In seiner Blütezeit beschäftigte das Werk über 170 Mitarbeiter. Im November 1924 kamen Heinrich Bock und sein ältester Sohn bei einem Autounfall ums Leben. Infolgedessen musste 1927 die Produktion eingestellt werden und die meisten Gebäude wurden danach Anfang der 1930er Jahre abgerissen.
Im 17. Jahrhundert gehörte das Gut auf der Weuste dem Gografen Kaspar Theodor Burghoff; bewirtschaftet von Heinemann Schnütgen, danach von dessen Sohn Caspar. Ab Mitte des 18. Jahrhunderts hatte das Gut mehrere Besitzer. Zur Hälfte gehörte es dem Kloster Ewig, zu einem Viertel dem Attendorner Gerichtsschöffen Kaspar Theodor Gertmann und das letzte Viertel zuerst einem Friedrich Christiani und später der Familie Bresser in Attendorn. Pächter des Gutes war ab 1712 Caspar Diderich Schnütgen. Bis in die 1830er Jahre war die Familie auf dem Hof Pächter, bis Wilhelm Schnütgen sämtliche auf dem Hof lastende Abgaben ablöste, und der Hof in seinen Besitz überging. Im Jahre 1843 haben dann die Brüder Franz und Josef Schnütgen den Gutsbesitz geteilt, in „Alte Weuste“ und „Neue Weuste“.

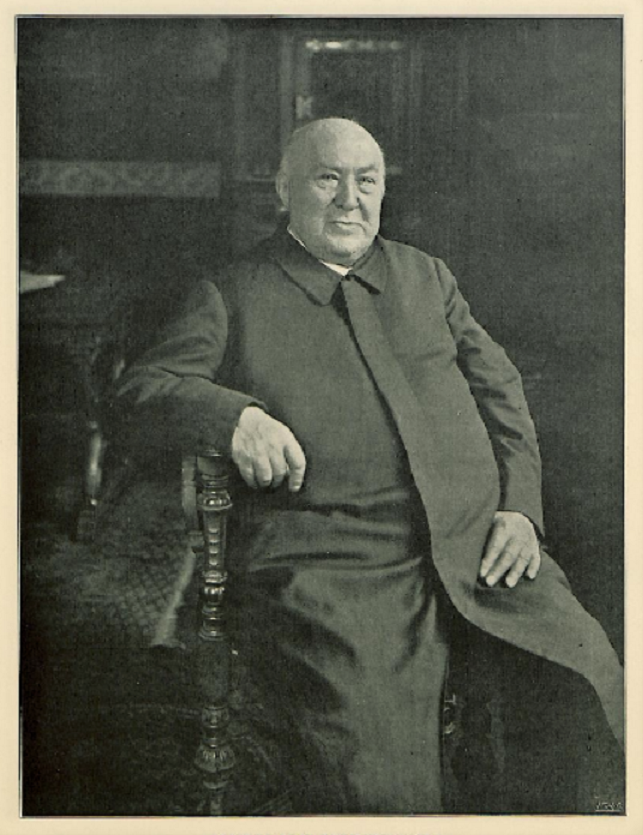
Alexander Schnütgen (1843–1918). Letzte Aufnahme vor seinem Tod.

Der Standort „Alte Weuste“, östlich von Eichen im Listertal gelegen, musste wegen des Baus der Listertalsperre (1909–1912) verlegt werden, ca. 400 m nach Osten, vor die Staumauer der Talsperre. Später beim Bau der Biggetalsperre (1956–1965) aber aufgegeben werden. Auch der westlich von Klinke liegende Hof „Neue Weuste“ musste dem Bau der Biggetalsperre weichen, und es entstand dann, oberhalb der Staumauer der Listertalsperre, das neuerrichtete noch heute von den Nachkommen der Familie bewohnte Weuste.
Im Jahre 1813 wurde in Weuste Franz Napoleon Alexander Schnütgen geboren, der später nach Steele zog. Sein Sohn der spätere Domkapitular Prof. Dr. Alexander Schnütgen (1843–1918), bekannter Kunstsammler und Begründer des Kölner Schnütgen-Museums, fühlte sich immer mit der Väterheimat aufs engste verbunden. Hier weilte er häufig in den Ferien. In Lichtringhausen, Listernohl, Listerscheid und Ennest hat er später Kirchen erbauen lassen. Der Domkapitular, Ehrenbürger der Stadt Köln und des Amtes Attendorn, verstarb am 24. November 1918 im Elternhaus seines Vaters in Weuste. In einem Mausoleum auf dem Friedhof in Listernohl fand er seine letzte Ruhestätte. Vor der Flutung des Biggetals erfolgte die Umbettung der sterblichen Überreste in die Friedhofskapelle von Neu-Listernohl.

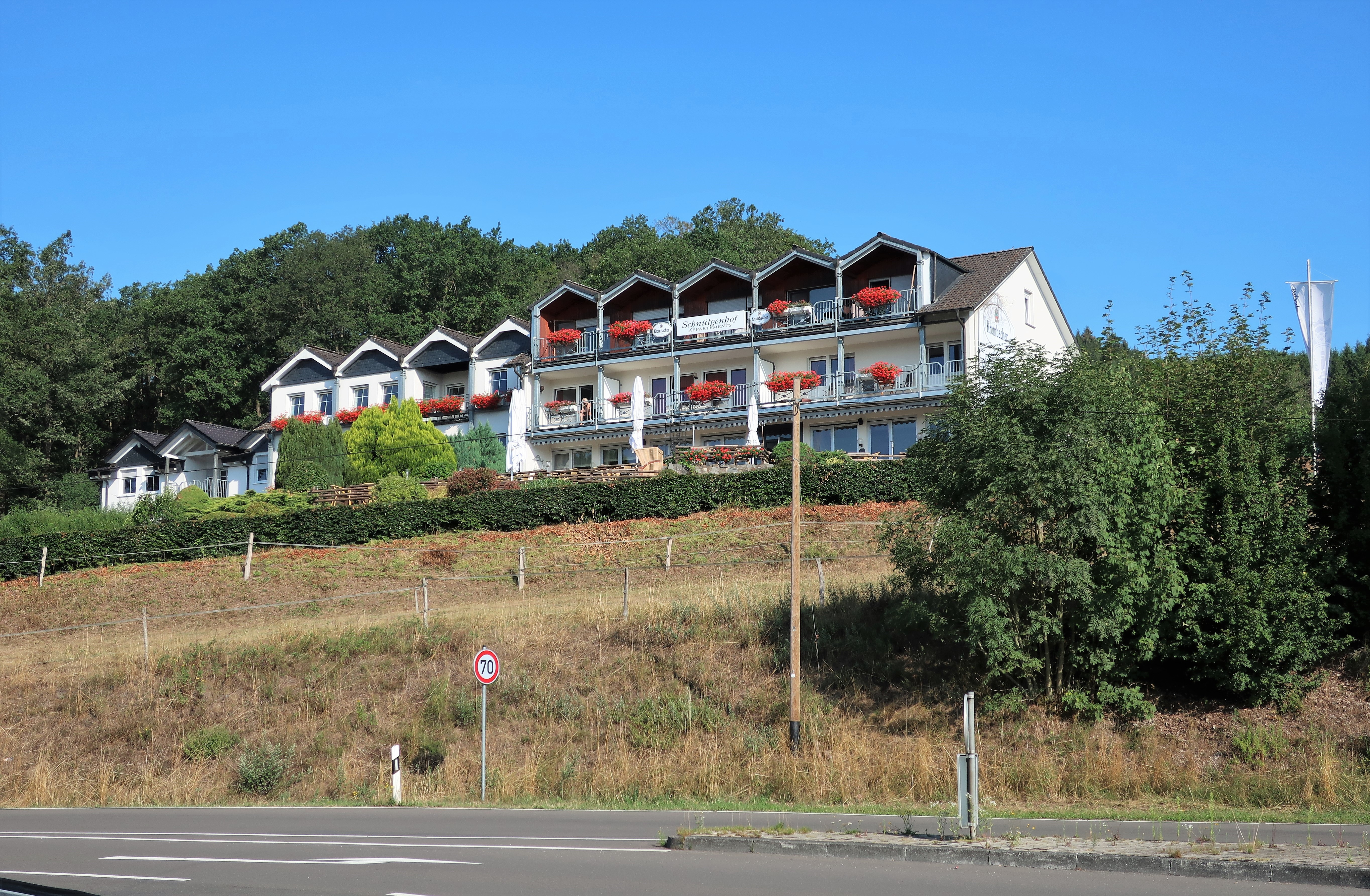
Café-Restaurant Schnütgenhof

Das Adressbuch von 1929 führt in Weusterhammer die Namen „Bock (3), Gelhaus, Klein, Kühr, Pfeiffer (2), Platzmann (2) und Zeppenfeld (2)“ auf. 1936 gab es 6 Wohnhäuser mit 10 Haushaltungen und 39 Einwohner. Das Adressbuch von 1956 führt die Namen „Brockhinke, Evers, Feldmann, Gröger (2), Heuel (2), Klein (2), Kühr (3), Kutsch, Pielhau, Poppe (2), Schaloske, Schnütgen (2), Stricker (2) und Stutte (2)“ auf. Umgesiedelt wurden 13 Familien mit 53 Personen (Stand: 9. November 1950). 
Das Adressbuch von 1929 führt in Weuste die Namen „Landwirte Emmerich, Franz und Hubert Schnütgen“. 1936 gab es 2 Wohnhäuser und 15 Einwohner. Das Adressbuch von 1956 führt die Namen „Faulhaber (2), Schnütgen (5), Wolff (2), Wurm und Zwesper“. Landwirt Hubert Schnütgen war Mitglied im Gemeinderat der Gemeinde Attendorn-Land, stellvertretender Standesbeamter von Listernohl und Poststellenhalter der Poststelle Alte Weuste. Umgesiedelt wurden 3 Familien mit 16 Personen (Stand: 9. November 1950).
Ab 1819 gehörte Weuste im Amt Attendorn zur Gemeinde Attendorn-Land, bis die Gemeinde 1969 in die Stadt Attendorn eingegliedert wurde. 1988 hatte Weuste 14 Einwohner.
In der Nähe liegt östlich vom Wohnplatz Weuste an der Listertalstraße das Panorama-Restaurant und Café „Schnütgenhof“ mit Sicht auf den Biggesee.